# الدشمية
الدشمية بلدية تابعة إقليميا إلى دائرة سور الغزلان بولاية البويرة الجزائرية.

## الموقع الجغرافي
- الدشمية بلدية فتية أنشئت إثر التقسيم الإداري الجديد لسنة 1984 م وهي تابعة إقليميا لولاية البويرة.
تقع بلدية الدشمية غرب ولاية البويرة وتبعد عنها بحوالي 50 كلم يحدها من:
- الشمال: بلدية الروراوة.
- الغرب: بلدية جواب (المدية).
- الجنوب الغربي: بلدية ريدان.
- الجنوب الشرقي: بلدية المعمورة.
- الجنوب: بلدية شلالة العذاورة(المدية).
- الشرق: بلدية سور الغزلان.

## أصل التسمية
ويعود أصل تسميتها إلى روايتين:
• الرواية الأولي: تعني باللغة الأمازيغية المنطقة الصعبة أي الوعرة.
• الرواية الثانية: تعني مكان الدشمية وهي امرأة انحدرت من شبه الجزيرة العربية واستقرت بالدشمية.

## المساحة والسكان
تبلغ مساحتها 150 كلم 2 أي 15009 هكتار موزعة كمايلي:
- 3450 هكتار صالح للزراعة أي نسبة 23 % من المساحة الإجمالية.
- 8254 هكتارغابات وأراضي رعوية أي نسبة 55% من المساحة الإجمالية.
- 3305 هكتارأراضي بور أي نسبة 22% من المساحة الإجمالية.
عدد السكان 7504 نسبة حسب تعداد 2008م.

## الهياكل القاعدية
تتوفر علي:
- 11 مدرسة ابتدائية.
- أكمالية واحدة يشقها طريقان.
- 01 ثانوية.
- 04 قاعات علاج.
- 04 مساجد.
- مركز بريد واحد.
- طريق ولائي رقم 12 نحو بلدية المعمورة وشلالة العذاورة (المدية).
- طريق وطني رقم 26 نحو بلدية جواب (المدية).
- مشروع اكمالية جديدة بمنطقة بن سحابة.

## التاريخ

### أهم العمليات العسكرية في جبل بوقعودن
أفريل 1948: حملة الانتخابات البلدية التي حققت فيها حركة الانتصار نصرا تاريخيا، مؤكدة أنها أصبحت فعلا القوة السياسية الأولى في الجزائر المحتلة، وقد جعلت تلك «المفاجأة» إدارة الاحتلال تراجع حساباتها، وتستنجد بالاشتراكي مارسال نيجلان كوالٍ عام جديد، لحسم المعارك الانتخابية القادمة بالتزوير أولا وأخيرا..!
وقد جربت ذلك بنجاح كبير في أول فرصة: «انتخابات» أول مجلس جزائري في أبريل 1948.. تلك المعركة التي انتهت بمقتل 11 مناضلا بكل من الدشمية و«شامبلان» (العُمَرية) وإصابة أضعاف ذلك بجروح، زيادة عن اعتقال المئات بدءا بالمرشحين أنفسهم!.
نوفمبر 1956: انشأت منطقة رابعة في مكان المنطقة الأولى من الولاية السادسة وتشمل جبل ديرة، بولقرون والكاف لخضر (شلالة العذاورة).
13 سبتمبر 1957: كمين جبل ديرة (صور الغزلان) بقيادة صديقي النوري (النهاي) تم فيه الاستلاء على 30 قطعة من الأسلحة ورشاش من نوع (ف.م بار).
05 مارس 1956: اشتباك بولقرون قريبا من شلالة العذاورة بمشاركة 04 كتائب تحت قيادة سي لخضر المسؤول العسكري للولاية، واسفر هذا الاشتباك عن استشهاد 72 مجاهد منهم سي لخضر وكانت خسائر العدو باهضة سبقه هجوم على مدينة شلالة العذاورة (maginot) بالسلاح نصف الثقيل.
22 افريل 1958: أيضا وقع اشتباك بجبل بوقعودن استشهد في هذا الاشتباك 60 مجاهدا، حيث هاجمت القوات الفرنسية المخذولة جنودها بعد حصول المجاهدين على جهاز الراديو، مما سمح بانسحاب جيش التحرير الوطني والقضاء على أكثر من 250 من افراد العدو، وغنم جيش التحرير الوطني مدفعين رشاشين (24\29) وأربعين قطعة سلاح.
16 أكتوبر 1956 : نصب جيش التحرير الوطني كمينا للعدو الفرنسي في المكان المسمى باطن الملاح (بوقعودن) تكبد خلاله العدو الفرنسي خسائر فادحة تمثلت في:
قتل 13 جنديا فرنسيا، وتدمير سيارة من نوع جيب واستشهاد مجاهدان (02) وجرح مجاهد، أخذه العدو الفرنسي أسيرا.
نصب هذا الكمين في منتصف الليل وتلته اشتباكات على الساعة السابعة صباحا.
ديسمبر 1956: كان يوجد فوج من جيش التحرير الوطني متمركزا شرق بوقعودن وبالضبط في حوش يحي بن عمر حيث استسلم أحد جنود جيش التحرير الوطني إلى جيش الاحتلال الفرنسي. قام هذا الخائن بإعطاء معلومات عن مكان تواجد جيش التحرير مما أدى إلى خروج الجيش الفرنسي بقواته لمحاصرة المجاهدين ليلا تتقدمهم الكلاب الشيء الذي لفت اتنباه الحارس والذي قام بإطلاق النار فهب جنود جيش التحرير ودارت معركة بين القوتين دامت حوالي 29 دقيقة تمكن خلالها جيش التحرير من الخروج سالما بينما بقيت خسائر العدو مجهولة.
سبتمبر 1956: قام المسبلون بتنفيذ عملية جريئة تمثلت في تدمير مركز للبريد والمواصلات ببني سليمان كما تم أيضا قطع الأعمدة الهاتفية وتهديم جسرين على مسافة 06 كلم من الطريق الرابط بين بن سحابة وجواب وفي نفس الليلة قامت مجموعة ثانية من المسبلين بقطع الأعمدة الهاتفية بالمعمورة، على مسافة 10 كلم على وجه التحديد.
أوت 1956: بأمر من جيش التحرير الوطني قامت فرقة من المسبلين بإعدام الخائن لعريبي موسى وعميل الاستعمار بقرية أولاد قمرة.
نوفمبر 1956: نفذ جيش التحرير الوطني حكم الإعدام في المدعويين سلامي بولعراس وخليفي رابح اللذان كان يعملان في حراسة الغابة، ومنع الصيد، حيث تبن فيما بعد أنهما جاسوان لصالح الاستعمار يخبرانه بكل تحركات جيش التحرير بالمنطقة المسماة بوقعودن.

### الكتيبة الجلولية
كتيبة الألف شهيد تشكلت الكتيبة الجلولية مطلع سنة 1957 بنواحي بوقعدون ومنطقة صباح بالولاية الرابعة التاريخية المنطقة الخامسة الناحية الثالثة، وكانت أول معركة لها بسيدي عمر وسميت بإ سم مؤسسها دحماني جلول بن طويجين الذي استشهد بنواحي سور الغزلان في ذات السنة. ومن ابرز المعارك البارزة التي قامت بها الكتيبة معركة أولاد سيدي عامر والثانية بن سحابة قرب الدشمية والثالثة قرب حمام فراكسة ناحية سور الغزلان التي سقط فيها سي جلول الذي خلفه صديقي محمد المدعو الهاني. وواصل المجاهدون تحت راية الكتيبة الكفاح بالناحية الثالثة وفي سجلهم مسار حافل من المعارك الساخنة مثل معركة الكاف الأخضر بنواحي شلالة العذاورة وعين الديس وثلاث معارك في صباح وكمين بذراع التمر بجبل موقورنو وفي نفس الناحية معركة أخرى شاركت فيها ثلاث كتائب أخرى في الزبيرية والعمايرية والغابة الكحلة بالروابح المعروفة باسم واد المالح وكمين بالقرب من الكحاحلة عندما كان الرجال متجهون مع دورية إلى الخارج. كما نفذت هذه الكتيبة هجوما على مركز الريش الاستعماري بين البرواقية والعمارية ومعركة أخرى ببني سلوم قرب بوسكن حيث سقط 86 شهيدا إلى جانب هجوم على مدينة السواقي وسور الغزلان بالسلاح الثقيل ومن آثارها مقابر الشهداء منهم 86 بأولاد الغربي 130 شهيد بالصباح 150 في بولقرون ومقابر أخرى في بوسكن وبني معلوم وأولاد سعيد وقد استشهد تحت لواء هذه الكتيبة ألف شهيد ومن المنتسبين إليها من لا يزال على قيد الحياة في سطاوالي والعاصمة ومناطق بالمدية والحدود الشرقية والغربية من البلاد ورحم الله الشهداء.